# CD Universidad Católica (Quito)

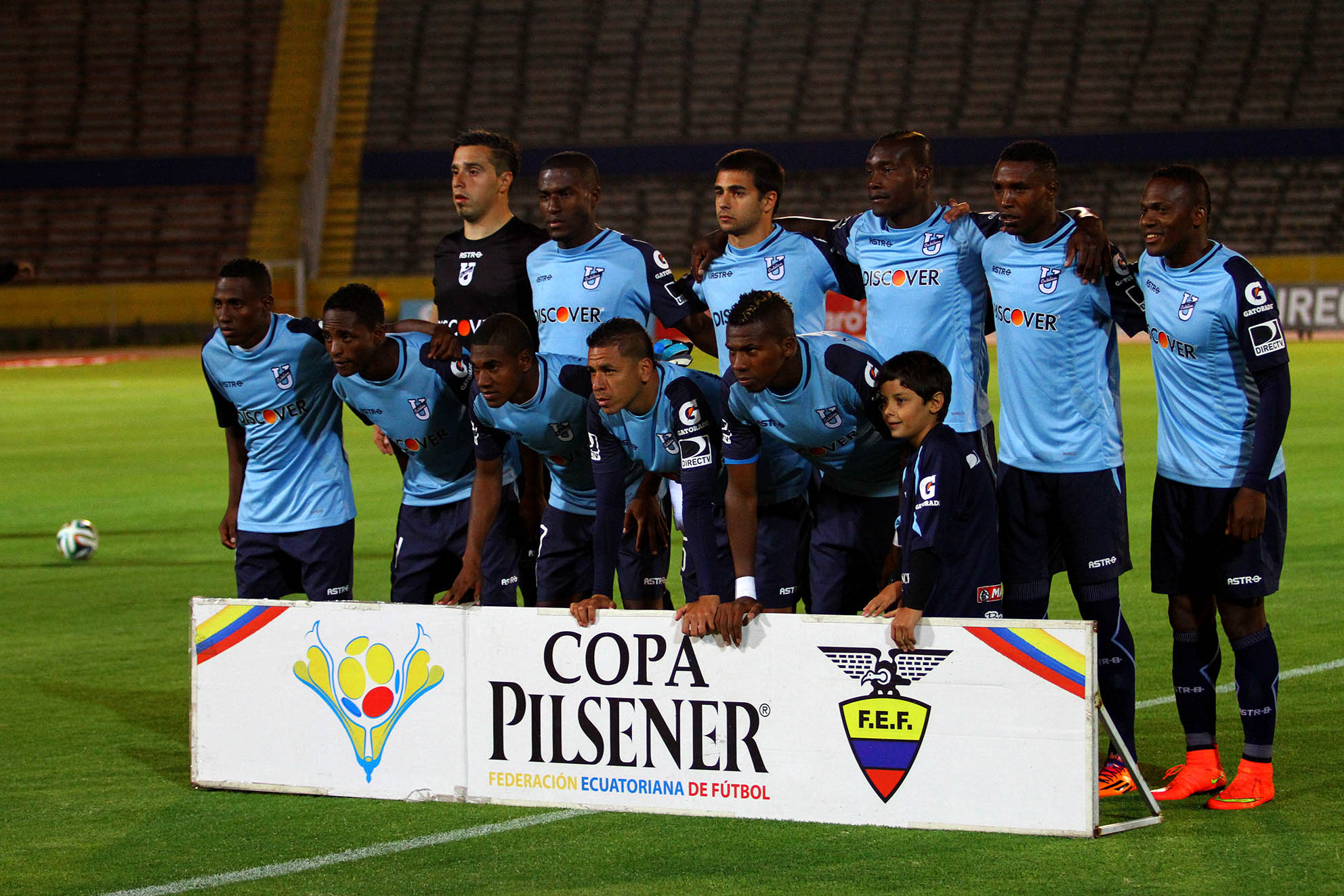
Sestava (srpen 2014)

CD Universidad Católica (celým názvem Club Deportivo de la Pontificia Universidad Católica del Ecuador) je ekvádorský fotbalový klub z hlavního města Quito. Byl založen v roce 1963 a svoje domácí utkání hraje na stadionu Estadio Olímpico Atahualpa s kapacitou 35 742 míst.
Klubové barvy jsou světle a tmavě modrá.